# Fall Guðmundur und Geirfinnur
Der Fall Guðmundur und Geirfinnur (isländisch Guðmundar- og Geirfinnsmálið) nahm 1974 in Island seinen Anfang. In diesem Jahr verschwanden innerhalb von zehn Monaten zwei Männer, Guðmundur Einarsson und Geirfinnur Einarsson. Aufgrund von Geständnissen nach intensiven Verhören wurden fünf Männer wegen Mordes an den beiden und wegen Beihilfe verurteilt, obwohl es keine Leichen, keine Zeugen und keine forensischen Beweise gab; gegen eine Frau erging ein Urteil wegen Meineids. 2018 – 44 Jahre nach den vermeintlichen Taten – wurde der Schuldspruch gegen die fünf verurteilten Männer aufgehoben. Das weiterhin ungeklärte Verschwinden von Guðmundur und Geirfinnur, die folgende Verhaftung von sechs Verdächtigen, deren Befragung unter folterähnlichen Bedingungen und die Verurteilungen gelten als spektakulärster Kriminalfall und Justizskandal Islands.

## Das Verschwinden

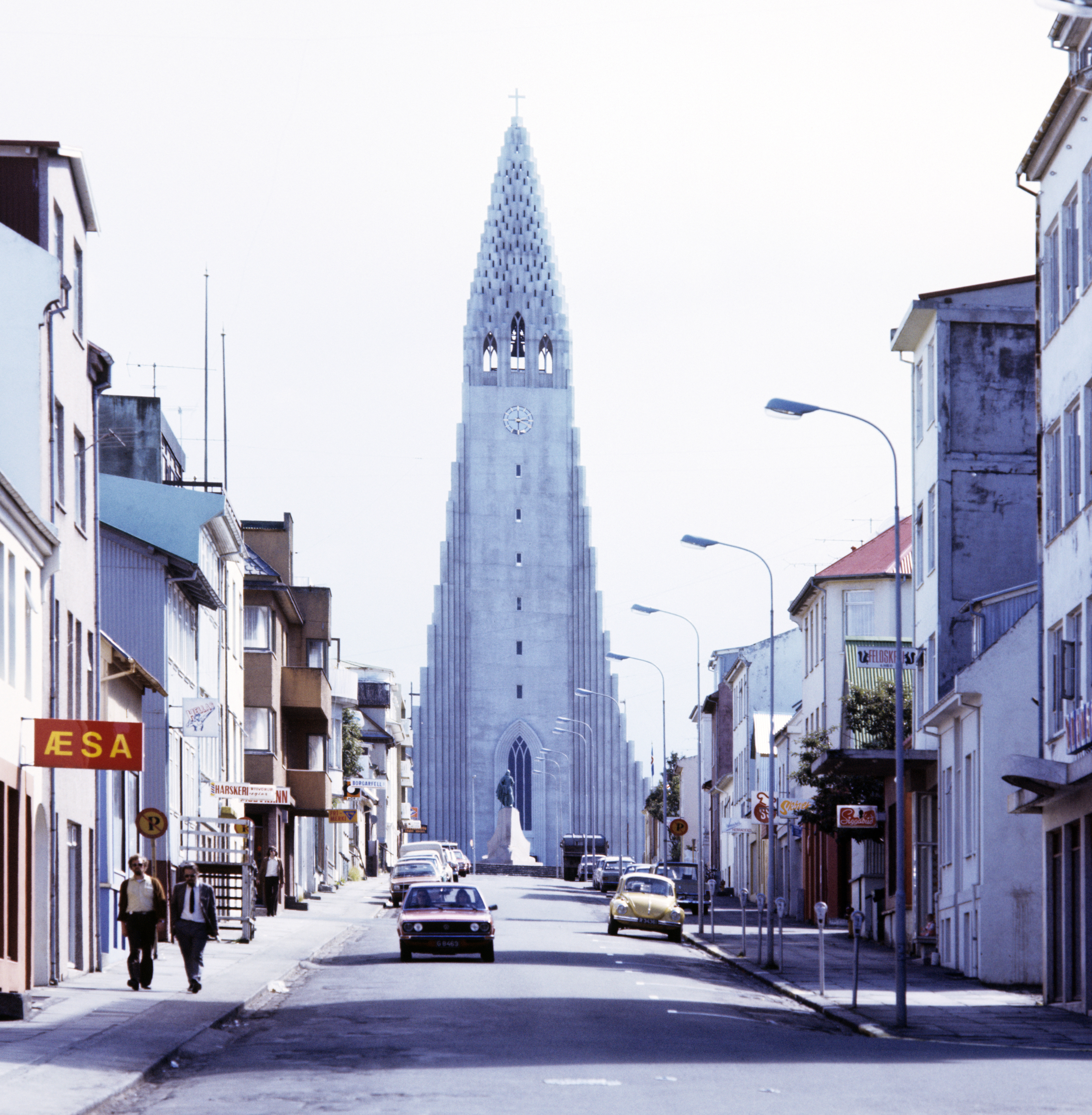
Reykjavík im Jahr 1974

In der Nacht zum 26. Januar 1974 verschwand der 18-jährige Arbeiter Guðmundur Einarsson nach einem geselligen Abend in Hafnarfjörður. Er hatte sich angetrunken trotz schlechten Wetters zu Fuß auf den rund zehn Kilometer langen Weg nach Hause gemacht, mutmaßlich über ein Lavafeld mit vielen Felsspalten. Zuletzt wurde er von einem Autofahrer gesehen, nachdem er fast vor dessen Fahrzeug gestürzt war.
Zehn Monate später, am 19. November 1974, erhielt der 32-jährige Bauarbeiter Geirfinnur Einarsson, Vater von zwei Kindern, zu Hause einen Anruf und fuhr daraufhin zum Hafencafé in Keflavík. Man fand dort sein Auto, in dem noch die Schlüssel steckten, er selbst war verschwunden.
Obwohl beide Männer den Personennamen (Patronym) Einarsson trugen, waren sie nicht miteinander verwandt und kannten sich vermutlich auch nicht. Die Orte, an denen sie verschwanden, liegen rund 30 Kilometer voneinander entfernt nahe der Hauptstadt Reykjavík im Südwesten Islands. Die Leichen von Guðmundur und Geirfinnur oder andere Indizien wurden nie gefunden, trotz ausgedehnter Suchen in Lavafeldern, im Hafen und an der Küste.
Island war zu der Zeit ein recht abgeschottetes Land; die Kriminalitätsrate war niedrig und Tötungsdelikte die Ausnahme. Das Verschwinden der beiden Männer innerhalb von zehn Monaten führte zu einer bis dahin nicht gekannten öffentlichen Aufregung; wegen des dritten Kabeljaukriegs war die Stimmung unter den damals rund 200.000 Einwohnern des Landes ohnehin äußerst angespannt. Obwohl in Island immer wieder Menschen als vermisst gemeldet werden, die etwa in Schneestürmen spurlos verschwinden, sah sich die isländische Polizei unter starkem öffentlichen Druck, die Fälle aufzuklären. Schließlich ging sie von zwei zusammenhängenden Taten und von Mord aus.

## Ermittlungen und Verurteilungen

### Verhöre und Geständnisse
Im Jahr darauf, am 13. Dezember 1975, wurde die 20-jährige Erla Bolladóttir (* 1955) wegen Unterschlagung verhaftet. Sie gestand, diese Unterschlagung gemeinsam mit ihrem gleichaltrigen Freund Sævar Ciesielski begangen zu haben, der polizeilich bekannt war. Erla hatte mit ihm eine elf Wochen alte Tochter. Sie wurde für mehrere Tage inhaftiert. Nach ihren späteren Angaben hätten die Polizeibeamten ihr am Ende ihrer Verhöre ein Foto von Guðmundur Einarsson gezeigt und sie habe eingeräumt, dass sie ihn kenne. Sie habe sich noch von der Geburt geschwächt gefühlt und dringend nach Hause zu ihrem Kind gewollt. Um die Beamten zufriedenzustellen und freigelassen zu werden, habe sie den Polizisten von einem schlechten Traum berichtet, den sie in der Nacht von Guðmundurs Verschwinden gehabt und in dem sie männliche Stimmen unter ihrem Fenster gehört habe.
Daraufhin hätten die Polizisten versucht, sie davon zu überzeugen, dass dies kein Traum, sondern real gewesen sei. Erla wurde während der folgenden Tage weiter verhört, mitunter zehn Stunden ohne Pause. Irgendwann beschuldigte sie ihren Halbbruder Einar Bollason, den Präsidenten des isländischen Basketballverbandes und Nationalspieler, und weitere Männer eines Mordes, dann wieder behauptete sie, sie selbst habe Geirfinnur Einarsson mit einer Schrotflinte getötet, woraufhin die Beschuldigten nach drei Monaten Untersuchungshaft wieder freigelassen wurden.
Schließlich wurden aufgrund weiterer Aussagen fünf Männer unter dem Verdacht des Mordes an Guðmundur Einarsson und Geirfinnur Einarsson festgenommen und im damaligen Síðumúli-Gefängnis in Reykjavík inhaftiert. Dabei handelte es sich um:
- Sævar Marinó Ciesielski (1955–2011)
- Tryggvi Rúnar Leifsson (1951–2009)
- Kristján Viðar Viðarsson (* 1955)
- Albert Klahn Skaftason (* 1955)
- Guðjón Skarphéðinsson (* 1943)

Die Tatverdächtigen gehörten zu einer Clique von jungen Leuten mit langen Haaren, die Rockmusik hörten, Drogen nahmen und Außenseiter in der damals sehr konservativen und homogenen Gesellschaft Islands waren. Ciesielski war zudem polnischer Herkunft, was ihn offensichtlich zusätzlich verdächtig machte. Auf die fünf Männer, einige von ihnen wegen kleinerer Taten vorbestraft, und auf Erla wurde bei intensiven Verhören starker Druck ausgeübt, und sie erhielten kaum Kontakt zu ihren Anwälten. Sie wurden unter Drogen gesetzt (Nitrazepam, Diazepam und Chlorpromazin), ihnen wurde der Schlaf entzogen, und insbesondere der angebliche Anführer Sævar Ciesielski, der unter Aquaphobie litt, mit simuliertem Ertränken gequält. Zudem wurden sie fortwährend von ihren Bewachern schikaniert, und Erla gab später an, von einem Polizeibeamten und einem Gefängniswärter sexuell belästigt worden zu sein.
Die Beschuldigten legten abwechselnd Geständnisse ab und zogen diese zurück oder erzählten immer wieder neue Versionen des vermeintlichen Tatgeschehens. Später sagten sie aus, sie hätten schließlich gestanden, um weiteren Verhören zu entgehen und insbesondere ihre Einzelhaft zu beenden. Erla Bolladóttir etwa befand sich 242 Tage lang in Einzelhaft und hatte drei Mal Besuch von ihrem Anwalt. Tryggvi Rúnar Leifsson saß 655 Tage in Einzelhaft und hatte 25 Kontakte mit seinem Anwalt.
Schließlich unterschrieben die sechs Beschuldigten Geständnisse, obwohl sie sich nicht an die angeblichen Verbrechen erinnern konnten. Im Dezember 1976 erfolgte eine erste Verurteilung von Sævar Ciesielski, Kristján Viðar Viðarsson, Albert Klahn Skaftason und Tryggvi Rúnar Leifsson wegen Mordes an Guðmundur. Im März 1977 wurden die Angeklagten wegen des zweiten Mordes an Geirfinnur zu folgenden Gesamtstrafen verurteilt: Sævar Ciesielski – 17 Jahre Haft, Kristján Viðar Viðarsson – 16 Jahre Haft, Guðjón Skarphéðinsson – 10 Jahre Haft, Tryggvi Rúnar Leifsson – 13 Jahre. Albert Klahn Skaftason wurde zu zwölf Monaten verurteilt, weil er geholfen habe, die Leiche von Guðmundur zu verstecken. Erla Bolladóttir wurde wegen Meineids zu drei Jahren verurteilt, weil sie mit ihren Aussagen ihren Halbbruder und andere Männer fälschlicherweise belastet hatte. In den Medien, so Erla später, sei Sævar Ciesielski als isländischer Charles Manson dargestellt worden und seine Freunde als ihm hörige Anhänger. 1980 bestätigte der Oberste Gerichtshof die Urteile, reduzierte allerdings teilweise die Haftlängen.

### Deutsche Beteiligung an den Ermittlungen
Die Ermittlungen der isländischen Polizei waren ab Juli 1976 von einem frisch pensionierten Mitarbeiter des BKA geleitet worden, der schon in die Untersuchungen in Sachen Rote Armee Fraktion und der Morde von Lebach involviert gewesen war. 1962 hatte er die Durchsuchung der Redaktionsräume des Spiegel (Spiegel-Affäre) geleitet.
Der deutsche Ermittlungsleiter war den Isländern von Horst Herold, dem Präsidenten des BKA, auf Bitten des späteren Botschafters in Deutschland, Pétur Eggerz, vermittelt worden. Internationaler politischer Hintergrund war der dritte Kabeljaukrieg: Die isländische Regierung nutzte die im Land befindlichen Militärbasen der NATO als Faustpfand in den Verhandlungen um Fischereirechte mit Großbritannien. Es wurde vor dem Hintergrund des Kalten Kriegs befürchtet, Island würde aus der NATO austreten und die Basen schließen lassen, von denen aus die Sowjetunion gut erreichbar war. Es kam zu Anschuldigungen gegen den ehemaligen Ministerpräsidenten und damaligen Justizminister Ólafur Jóhannesson, der als „harter Mann“ hinter den Verhandlungen galt, er habe Kontakte zur „isländischen Mafia“ und sei in Alkoholschmuggel verwickelt. Da auch das Verschwinden von Geirfinnur zwischenzeitlich auf eine Beteiligung an Alkoholschmuggel zurückgeführt wurde, entstand in der Bevölkerung der Eindruck, Ólafur könne etwas mit dessen mutmaßlichem Tod zu tun haben. Es gibt Vermutungen, dieser Verdacht sei von Geheimdiensten konstruiert worden, um den unbequemen Ólafur zu diskreditieren. Die isländische Regierung wünschte daher, dass die Mordermittlungen so schnell wie möglich beendet würden, und bat daher um deutsche Unterstützung.
Die verschärften Verhörmethoden gegen die sechs Verdächtigen sollen unter der Verantwortung des ehemaligen BKA-Mitarbeiters weiter durchgeführt worden sein. Es wurden Beweismittel wie Kleidung, Teppichreste und Blutproben an ein Labor des BKA geschickt, das aber keine Übereinstimmungen finden konnte. Bei der graphologischen Untersuchung von Eintragungen in ein Gästebuch, die einigen Verdächtigen ein Alibi hätten liefern können, vermerkte das BKA, die in der Untersuchungshaft erstellten Schriftproben könnten „bewusst verstellt“ worden sein. Daraufhin forderte der deutsche Beamte isländische Schulakten „möglichst vollständig seit 1900“ an, um Schriften vergleichen zu können. Die isländischen Beamten waren von der gründlichen Arbeitsweise des Deutschen beeindruckt.
Im Februar 1977 gab Justizminister Ólafur Jóhannesson bekannt, dass die Verdächtigen gestanden hätten, die Ermittlungen abgeschlossen seien und „die Nation von einem Albtraum befreit“ sei. Der ehemalige BKA-Mitarbeiter und Ermittlungsleiter, BKA-Chef Herold, und Siegfried Fröhlich, Staatssekretär im Innenministerium, wurden mit dem isländischen Falkenorden in der Klasse Großkreuz (Fröhlich) bzw. Kommandeur mit Stern (Herold) geehrt.

## Der lange Weg zur Wiederaufnahme

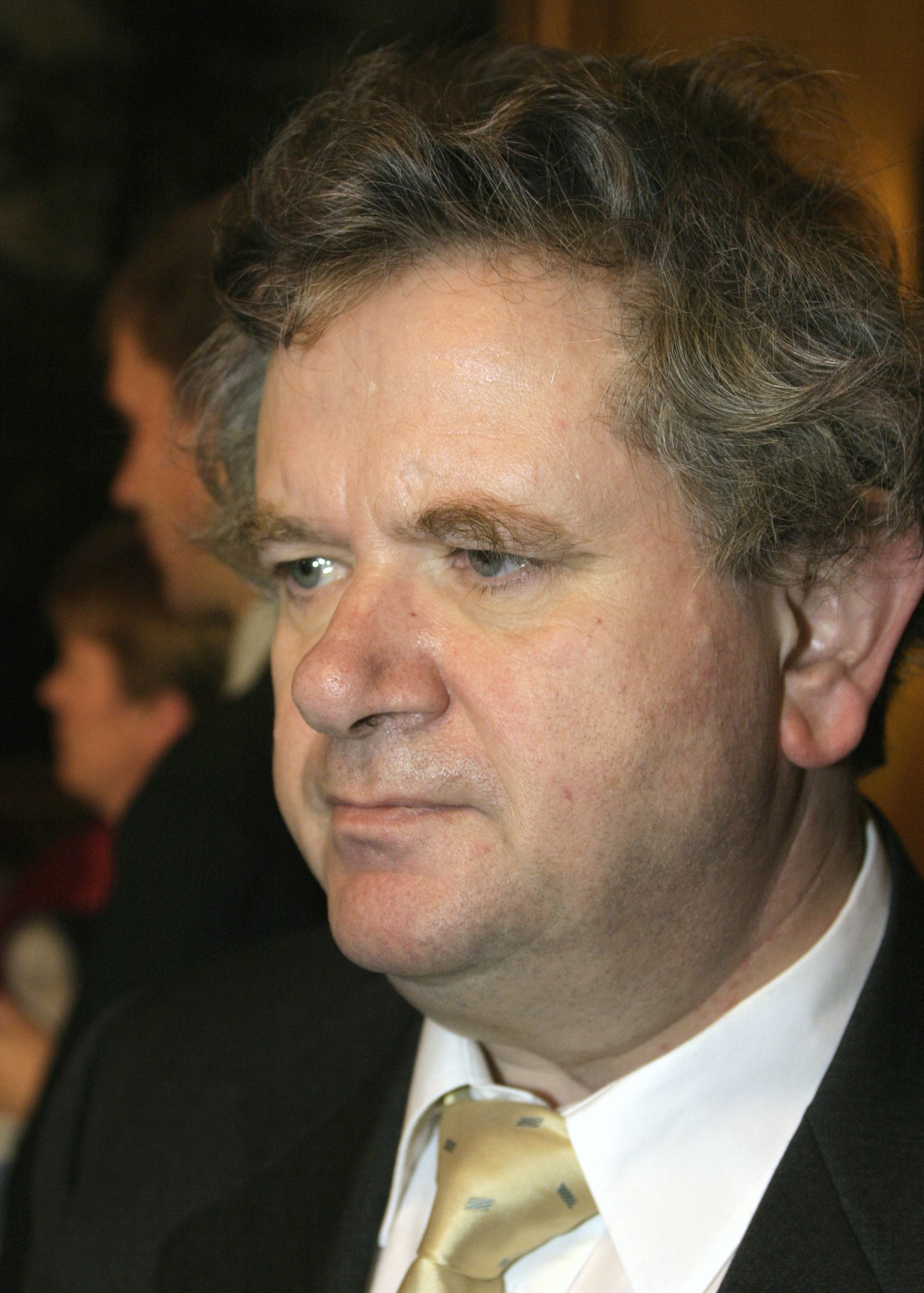
Ministerpräsident Davíð Oddsson (hier 2003) setzte sich für die Wiederaufnahme des Gerichtsverfahrens ein

### Zweifel und Kritik an den Urteilen
Im Jahr 1998 kritisierte der damalige Ministerpräsident Davíð Oddsson im isländischen Parlament die Ermittlungen im Fall Guðmundur und Geirfinnur und die Verurteilungen der vermeintlichen Täter, nachdem der Hæstiréttur, der Oberste Gerichtshof Islands, entschieden hatte, den Fall nicht erneut zu verhandeln. Davíð gab an, den Fall intensiv studiert zu haben und zu der Erkenntnis gelangt zu sein, dass auf jeder Ebene schwere Fehler gemacht worden seien. Er sei deshalb von der Entscheidung des Gerichtshofs enttäuscht und der Meinung, dass es gut für das Justizsystem gewesen wäre, den Fall erneut zu prüfen: „Es gab nicht nur einen, sondern viele Justizirrtümer, und es ist sehr schwer, damit zu leben.“ Inzwischen glaubten die meisten Isländer, dass die sechs Häftlinge zu Unrecht verurteilt worden seien. 2018 wurde bekannt, dass Davíð selbst Sævar Ciesielski bei seinen Bemühungen, das Verfahren wieder aufnehmen zu lassen, auch finanziell unterstützt hatte.
Sævar Ciesielski, „Islands berüchtigtster Verbrecher“, wurde 1984 aus der Haft entlassen. Nach wiederholter Ablehnung einer Wiederaufnahme des Prozesses verließ er Island schließlich und zog nach Dänemark. 2011 verunglückte er in Kopenhagen tödlich, nachdem er jahrelang obdachlos und alkoholabhängig gewesen war. Zuletzt lebte er in Christiania. Die Trauerfeier für ihn fand am 2. August 2011 unter großer öffentlicher Beteiligung im Dom von Reykjavík statt.
Recherchen der isländischen Journalistin Helga Arnardóttir nach dem Tod Sævar Cieselskis 2011, bei denen sie auch das Gefängnis-Tagebuch des 2009 an Krebs verstorbenen Tryggvi Rúnar Leifsson einsah, sowie ein folgender Bericht im Fernsehen brachten den Fall wieder ins Rollen. Im Oktober 2011 ließ der isländische Innenminister Ögmundur Jónasson eine Untersuchungskommission zum Vermisstenfall von Guðmundur und Geirfinnur einrichten, die zwei Jahre später einen 500-seitigen Bericht vorlegte. Die Kommission kam zu dem Schluss, dass die Aussagen der Angeklagten während der Verhöre und vor Gericht unzuverlässig oder falsch waren und niemals als Grund für eine Verurteilung hätten dienen dürfen. Sie empfahl, dass die Fälle Sævar Ciesielski, Kristján Viðar Viðarsson, Tryggvi Rúnar Leifsson, Albert Klahn Skaftason und Guðjón Skarphéðinsson vom Obersten Gerichtshof Islands erneut verhandelt werden sollten, jedoch nicht der Fall von Erla Bolladóttir wegen Meineids.
Die Kommission bezog sich in ihrer Beurteilung unter anderem auf die Erkenntnisse von Gísli Guðjónsson, Professor für Psychiatrie und international renommierter Experte für Verhöre und Geständnisse, der schon an den Neubewertungen der Geständnisse in den Fällen der Birmingham Six und der Guildford Four beteiligt gewesen war. Er prägte den Begriff Memory Distrust Syndrome für Geständnisse von Verdächtigen, die durch Methoden wie etwa Einzelhaft und Schlafentzug in einen psychischen Ausnahmezustand geraten, in dem sie ihren eigenen Erinnerungen nicht mehr trauen und anfangen, den Verhörbeamten mehr zu glauben als sich selbst. Schließlich legen sie Geständnisse ab, auch um dieser Situation ein Ende zu bereiten. Gísli Guðjónsson kam zu dem Schluss: „Ich war noch nie mit einem Fall konfrontiert, in dem es so intensive Verhöre, so viele Verhöre und so lange Einzelhaftfälle gegeben hat. Ich war absolut schockiert, als ich das sah.“ Die Einzelhaft von Tryggvi Runár sei die ihm längste bekannte Einzelhaft außerhalb des Gefangenenlagers Guantanamo Bay.
Zudem gab es neuere Aussagen. So wurde 2015 der Zeuge, der angegeben hatte, ihm sei Guðmundur in der Nacht vor dem 27. Januar 1974 vor das Auto gefallen, erneut verhört. Die Freundin des Zeugen hatte inzwischen ausgesagt, Guðmundur sei anschließend in das Auto eingestiegen. Der Zeuge habe sie dann nach Hause gefahren, als sie ausstieg, habe sich Guðmundur in einem „beklagenswerten“ Zustand befunden. Es war dieser Zeuge, der den Verdacht auf Kristján Viðar Viðarsson und Sævar Ciesielski gelenkt haben soll. Tryggvi Rúnar berichtete später in einem Interview, dieser Zeuge habe ihm gestanden, er habe das gemacht, weil er Kristján Viðar nicht leiden konnte. Er habe das alles „nicht gewollt“. Tryggvi Rúnars Frage an den Interviewer: „Können Sie sich das vorstellen?“
Ende 2016 meldete sich ein Mann bei der Polizei und gab an, er habe am 20. November 1974, dem Tag nach Geirfinnurs Verschwinden, drei Männer in Keflavík ein Boot besteigen sehen. Einer der drei habe einen geschwächten Eindruck gemacht. Zwei der Männer seien später allein zurückgekommen. Die Freundin des Zeugen gab an, wenige Tage später habe sie einen Anruf bekommen, in dem sie und ihr Freund mit dem Tod bedroht worden seien.

### Wiederaufnahme und Freisprüche
Im Februar 2018 beantragte die Staatsanwaltschaft beim Obersten Gericht, die Schuldsprüche gegen Sævar Ciesielski, Kristján Viðar Viðarsson, Tryggvi Rúnar Leifsson, Albert Klahn Skaftason, Guðjón Skarphéðinsson und Erla Bolladóttir aufzuheben. Am 27. September 2018 gab der Oberste Gerichtshof im Falle der fünf Männer diesem Antrag statt, hob jedoch Erla Bolladóttirs Verurteilung wegen Meineids nicht auf. Die isländische Regierung entschuldigte sich offiziell bei den fünf Männern und den Familien der schon Verstorbenen. Im Mai 2019 forderte Andrej Hunko, Bundestagsabgeordneter der Linken, in einer Kleinen Anfrage im Deutschen Bundestag, dass die Bundesregierung wegen der Beteiligung des BKA Entschädigungen an die fünf nun Freigesprochenen zahlen solle. Zudem appellierte er an die damals beteiligten noch lebenden deutschen Beamten und die Familien der Verstorbenen, die isländischen Orden zurückzugeben. Die Bundesregierung lehnte solche Zahlungen mit der Begründung ab, der ehemalige BKA-Mitarbeiter sei als Privatperson an den Ermittlungen beteiligt gewesen.
Im Oktober 2019 wurde bekannt, dass die isländische Generalstaatsanwältin Halla Bergþóra Björnsdóttir neue Ermittlungen zum Verschwinden von Guðmundur und Geirfinnur eingeleitet habe und man sich dabei zunächst auf 2015 und 2016 nachträglich erfolgte Zeugenaussagen konzentriere.
Im Januar 2020 erklärte die isländische Premierministerin Katrín Jakobsdóttir, dass die isländische Staatskasse an die fünf Freigesprochenen oder ihre Familienmitglieder Entschädigungen in Höhe von insgesamt 815 Millionen Isländischen Kronen (rund sechs Millionen Euro) zahlen werde. Im Dezember 2022 bekam Erla ebenfalls Schadensersatz in Höhe von rund 210.000 Euro zugesprochen, da sie während ihrer Untersuchungshaft acht Monate in Einzelhaft hatte verbringen müssen, und die Regierung von Island entschuldigte sich förmlich bei ihr.

## Filme
- Ein Dokumentarfilm unter der Regie von Dylan Howitt mit dem Titel Out of Thin Air wurde 2017 veröffentlicht, produziert von BBC, Netflix, RÚV, Welcome Trust und dem Icelandic Film Centre.[31]
- 2017 wurde ein isländischer Film mit dem Titel Lifun gedreht, Regie Egill Örn Egilsson.[32]
- The Reykjavik Confessions. TV-Serie (IS/GB). 2018.[33]
- Skandall. Vierteilige Dokumentation von Boris Quatram.[34]